# Amazon Web Services
 Amazon Web Services (AWS) là một công ty con của Amazon cung cấp các nền tảng điện toán đám mây theo yêu cầu cho các cá nhân, công ty và chính phủ, trên cơ sở trả tiền theo nhu cầu sử dụng (pay-as-you-go). Tóm lại, các dịch vụ web điện toán đám mây này cung cấp một bộ cơ sở hạ tầng kỹ thuật trừu tượng nguyên thủy và các công cụ và khối xây dựng máy tính phân tán. Một trong những dịch vụ này là Amazon Elastic Compute Cloud, cho phép người dùng có thể tùy ý sử dụng một cụm máy tính ảo, có sẵn mọi lúc, thông qua Internet. Phiên bản máy tính ảo của AWS mô phỏng hầu hết các thuộc tính của máy tính thật, bao gồm các đơn vị xử lý trung tâm phần cứng (CPU) và đơn vị xử lý đồ họa (GPU) để xử lý, bộ nhớ cục bộ / RAM, lưu trữ ổ cứng / SSD; lựa chọn hệ điều hành; kết nối mạng; và phần mềm ứng dụng được tải sẵn như máy chủ web, cơ sở dữ liệu, quản lý quan hệ khách hàng (CRM), v.v.
Công nghệ AWS được triển khai tại các trang trại máy chủ trên toàn thế giới và được duy trì bởi công ty con Amazon. Chi phí được tính dựa trên sự kết hợp của việc sử dụng, các tính năng phần cứng / hệ điều hành / phần mềm / mạng được thuê bao lựa chọn, yêu cầu về tính sẵn có, dự phòng, bảo mật và tùy chọn dịch vụ. Người đăng ký có thể trả tiền cho một máy tính AWS ảo, máy tính vật lý chuyên dụng hoặc cụm của một trong hai. Là một phần của thỏa thuận đăng ký, Amazon cung cấp bảo mật cho hệ thống của người đăng ký. AWS hoạt động từ nhiều khu vực địa lý toàn cầu bao gồm 6 khu vực ở Bắc Mỹ.
Trong năm 2017, AWS bao gồm hơn 90 dịch vụ (165 tính đến năm 2019) trải rộng trên phạm vi rộng bao gồm máy tính, lưu trữ, mạng, cơ sở dữ liệu, phân tích, dịch vụ ứng dụng, triển khai, quản lý, di động, công cụ cho nhà phát triển và công cụ cho Internet of Things. Phổ biến nhất bao gồm Amazon Elastic Compute Cloud (EC2) và Amazon Simple Storage Service (Amazon S3). Hầu hết các dịch vụ không được phơi bày trực tiếp với người dùng cuối mà thay vào đó cung cấp chức năng thông qua API để các nhà phát triển sử dụng trong ứng dụng của họ. Các dịch vụ của Amazon Web Services được truy cập qua HTTP, sử dụng kiểu kiến trúc REST và giao thức SOAP.
Amazon tiếp thị AWS cho các thuê bao như một cách để có được năng lực tính toán quy mô lớn nhanh hơn và rẻ hơn so với việc xây dựng một trang trại máy chủ vật lý thực tế. Tất cả các dịch vụ đều được lập hóa đơn dựa trên việc sử dụng, nhưng mỗi dịch vụ đo lường mức độ sử dụng theo những cách khác nhau. Tính đến năm 2017, AWS sở hữu 34% thị phần chi phối toàn bộ dịch vụ đám mây (IaaS, PaaS) trong khi ba đối thủ tiếp theo Microsoft, Google và IBM có lần lượt 11%, 8%, 6% theo Synergy Group.

## Lịch sử

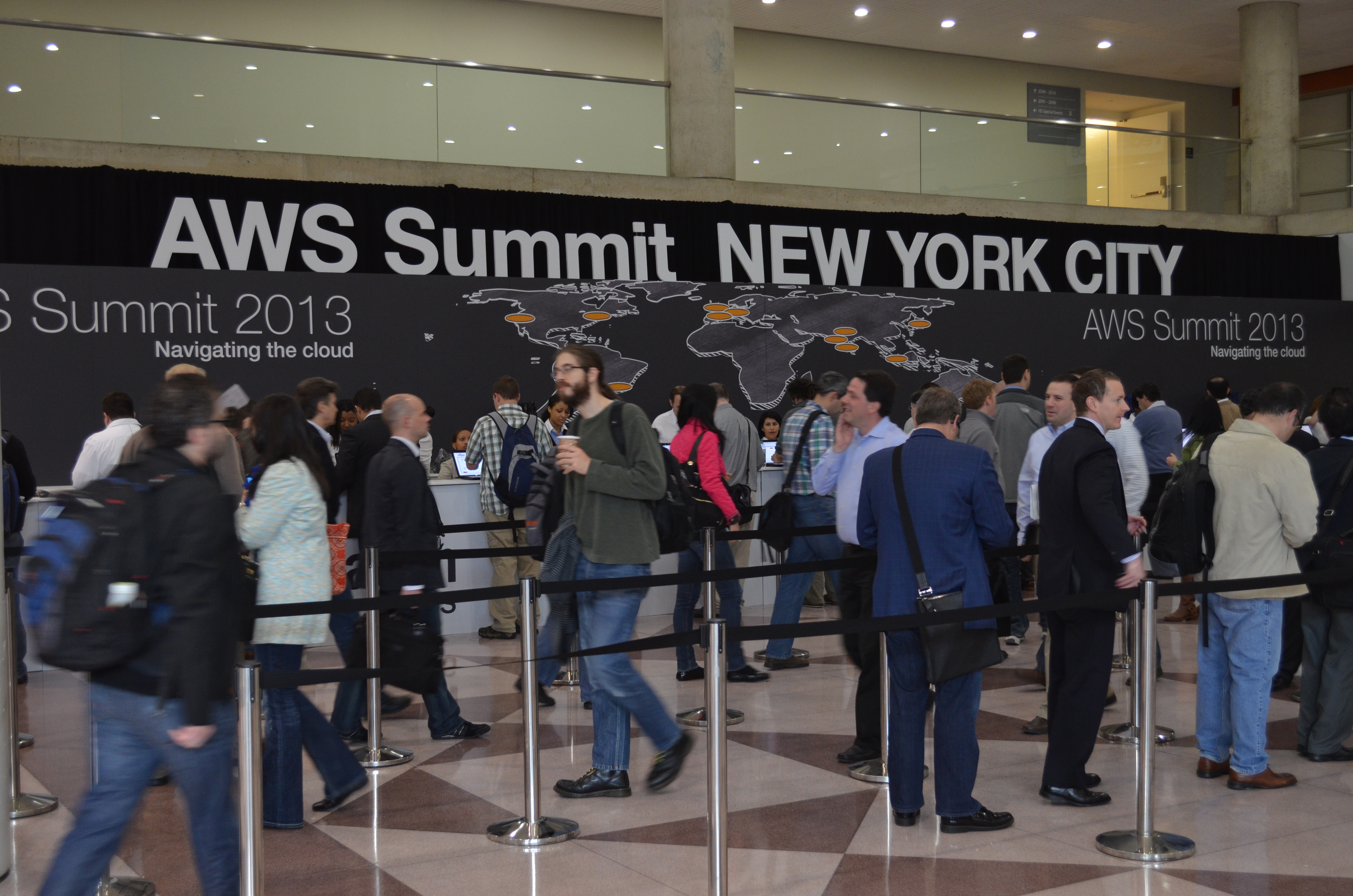
Sự kiện AWS Summit 2013 tại NYC.

Nền tảng AWS được ra mắt vào tháng 7 năm 2002.  Trong giai đoạn đầu của nó, nền tảng chỉ bao gồm một vài công cụ và dịch vụ khác nhau. Sau đó vào cuối năm 2003, khái niệm AWS đã được cải tổ công khai khi Chris Pinkham và Benjamin Black trình bày một bài báo mô tả tầm nhìn về cơ sở hạ tầng máy tính bán lẻ của Amazon hoàn toàn được chuẩn hóa, hoàn toàn tự động và sẽ phụ thuộc nhiều vào các dịch vụ web cho các dịch vụ như lưu trữ và chỉ ra các công việc nội bộ đã được tiến hành. Gần cuối bài báo, họ đề cập đến khả năng bán quyền truy cập vào máy chủ ảo dưới dạng dịch vụ, đề xuất công ty có thể tạo doanh thu từ đầu tư cơ sở hạ tầng mới. Vào tháng 11 năm 2004, dịch vụ AWS đầu tiên được ra mắt để sử dụng công cộng: Simple Queue Service (SQS). Sau đó Pinkham và nhà phát triển chính Christopher Brown đã phát triển dịch vụ Amazon EC2, với một nhóm tại Cape Town, Nam Phi.
Amazon Web Services chính thức được ra mắt lại vào ngày 14 tháng 3 năm 2006, kết hợp ba dịch vụ ban đầu của bộ lưu trữ đám mây Amazon S3, SQS và EC2. Nền tảng AWS cuối cùng đã cung cấp một bộ tích hợp các dịch vụ trực tuyến cốt lõi, vì Chris Pinkham và Benjamin Black đã đề xuất trở lại vào năm 2003, như một dịch vụ được cung cấp cho các nhà phát triển, trang web, ứng dụng khách hàng và công ty khác.  Andy Jassy, người sáng lập AWS và phó chủ tịch năm 2006, cho biết vào thời điểm đó, Amazon S3 (một trong những yếu tố đầu tiên và có khả năng mở rộng nhất của AWS) "giúp các nhà phát triển miễn phí khỏi lo lắng về nơi họ sẽ lưu trữ dữ liệu, liệu nó có an toàn không và bảo mật, nếu nó sẽ có sẵn khi họ cần, chi phí liên quan đến bảo trì máy chủ hoặc liệu họ có đủ dung lượng lưu trữ không. Amazon S3 cho phép các nhà phát triển tập trung vào việc đổi mới dữ liệu, thay vì tìm ra cách lưu trữ dữ liệu. ".  Năm 2016 Jassy được thăng chức CEO của bộ phận. Để phản ánh sự thành công của AWS, khoản thưởng hàng năm của ông ta trong năm 2017 đạt gần 36 triệu đô la.
Để hỗ trợ đào tạo toàn ngành và tiêu chuẩn kỹ năng, AWS đã bắt đầu cung cấp chương trình chứng nhận cho các kỹ sư máy tính, vào ngày 30 tháng 4 năm 2013, để làm nổi bật chuyên môn về điện toán đám mây.
James Hamilton, một kỹ sư AWS, đã viết một bài báo hồi cứu vào năm 2016 để làm nổi bật lịch sử mười năm của dịch vụ trực tuyến từ năm 2006 đến 2016. Là một người hâm mộ sớm và là người đề xuất công nghệ thẳng thắn, ông đã gia nhập đội ngũ kỹ thuật AWS vào năm 2008 
Vào tháng 1 năm 2018, Amazon đã ra mắt dịch vụ tự động mở rộng (autoscaling) trên AWS.
Vào tháng 11 năm 2018, AWS đã công bố các lõi ARM tùy chỉnh để sử dụng trong các máy chủ của mình. Cũng trong tháng 11 năm 2018, AWS đang phát triển các trạm mặt đất để liên lạc với các vệ tinh của khách hàng.

### Tăng trưởng và lợi nhuận
Vào tháng 11 năm 2010, có thông báo rằng tất cả các trang web bán lẻ của Amazon.com đã chuyển sang AWS. Trước năm 2012, AWS được coi là một phần của Amazon.com và do đó doanh thu của nó không được phân định trong báo cáo tài chính của Amazon. Trong năm đó, những người theo dõi ngành công nghiệp lần đầu tiên ước tính doanh thu AWS là hơn 1,5 tỷ đô la.
Vào tháng 4 năm 2015, Amazon.com đã báo cáo AWS có lãi, với doanh thu 1,57 tỷ đô la trong quý đầu tiên của năm và 265 triệu đô la thu nhập hoạt động. Người sáng lập Jeff Bezos mô tả nó là một doanh nghiệp tăng trưởng nhanh 5 tỷ đô la; các nhà phân tích mô tả nó là "lợi nhuận đáng ngạc nhiên hơn dự báo". Vào tháng 10 năm 2015, Amazon.com cho biết trong báo cáo thu nhập quý 3 của mình rằng thu nhập hoạt động của AWS là 521 triệu đô la, với tỷ suất lợi nhuận hoạt động ở mức 25%. Doanh thu quý 3 năm 2015 của AWS là 2,1 tỷ USD, tăng 78% so với doanh thu quý 3 năm 2014 là 1,17 tỷ USD. Doanh thu quý 4 năm 2015 cho phân khúc AWS tăng 69,5% so với cùng kỳ lên 2,4 tỷ USD với tỷ lệ hoạt động 28,5%, mang lại cho AWS tỷ lệ chạy 9,6 tỷ USD. Năm 2015, Gartner ước tính rằng khách hàng của AWS đang triển khai cơ sở hạ tầng nhiều hơn gấp 10 lần trên AWS so với việc áp dụng kết hợp 14 nhà cung cấp tiếp theo.
Trong quý 1 năm 2016, doanh thu là 2,57 tỷ đô la với thu nhập ròng là 604 triệu đô la, tăng 64% so với quý 1 năm 2015 dẫn đến AWS có lợi nhuận cao hơn lần đầu tiên kinh doanh bán lẻ ở Bắc Mỹ của Amazon. Trong quý đầu tiên của năm 2016, Amazon đã trải qua sự gia tăng 42% giá trị cổ phiếu do thu nhập tăng, trong đó AWS đóng góp 56% vào lợi nhuận của công ty.
AWS có 17,46 tỷ đô la doanh thu hàng năm trong năm 2017. Vào cuối năm 2018, con số đã tăng lên 25,65 tỷ đô la.

### Số lượng khách hàng
- Vào ngày 14 tháng 3 năm 2006, Amazon cho biết trong một thông cáo báo chí:  "Hơn 150.000 nhà phát triển đã đăng ký sử dụng Dịch vụ web của Amazon kể từ khi thành lập."
- Vào tháng 11 năm 2012, AWS đã tổ chức sự kiện khách hàng đầu tiên tại Las Vegas.[29]
- Vào ngày 13 tháng 5 năm 2013, AWS đã được trao một Cơ quan điều hành (ATO) từ Bộ Y tế và Dịch vụ Nhân sinh Hoa Kỳ theo Chương trình Quản lý Rủi ro và Ủy quyền của Liên bang.[30]
- Vào tháng 10 năm 2013, AWS đã được trao một hợp đồng trị giá 600 triệu đô la với CIA.[31]
- Trong tháng 8 năm 2014, AWS đã nhận được ủy quyền tạm thời của Bộ Quốc phòng cho tất cả các Khu vực Hoa Kỳ.[32]
- Trong năm 2015: Phát minh quan trọng, AWS tiết lộ rằng họ có hơn một triệu khách hàng hoạt động mỗi tháng tại 190 quốc gia, bao gồm gần 2.000 cơ quan chính phủ, 5.000 tổ chức giáo dục và hơn 17.500 tổ chức phi lợi nhuận.
- Vào ngày 5 tháng 4 năm 2017, AWS và DXC Technology (được hình thành từ sự hợp nhất của CSC và Enterprise Services Business của HPE) đã công bố một liên minh mở rộng để tăng quyền truy cập các tính năng AWS cho khách hàng doanh nghiệp trong các trung tâm dữ liệu hiện có.[33]

Các khách hàng đáng chú ý bao gồm NASA, chiến dịch tranh cử tổng thống Obama năm 2012, và Netflix.
Năm 2019, đã có báo cáo rằng hơn 80% các công ty niêm yết trên DAX của Đức sử dụng AWS.
Vào tháng 8 năm 2019, Hải quân Hoa Kỳ cho biết họ đã chuyển 72.000 người dùng từ sáu bộ tư lệnh sang hệ thống đám mây AWS như bước đầu tiên hướng tới việc đẩy tất cả dữ liệu và phân tích của mình lên đám mây.

### Các sự cố ngừng dịch vụ đáng kể
- Vào ngày 20 tháng 4 năm 2011, AWS bị mất điện lớn. Các bộ phận của Elastic Block Store (EBS) bị "kẹt" và không thể thực hiện các yêu cầu đọc / ghi. Phải mất ít nhất hai ngày để dịch vụ được khôi phục hoàn toàn.[39]
- Vào ngày 29 tháng 6 năm 2012, một số trang web dựa trên Amazon Web Services đã bị ngoại tuyến do cơn bão nghiêm trọng ở Bắc Virginia, nơi đặt cụm trung tâm dữ liệu lớn nhất của AWS.[40]
- Vào ngày 22 tháng 10 năm 2012, một sự cố ngừng hoạt động lớn đã xảy ra, ảnh hưởng đến nhiều trang web như Reddit, Foursquare, Pinterest và các trang khác. Nguyên nhân là do lỗi rò rỉ bộ nhớ trong một tác nhân thu thập dữ liệu vận hành.[41]
- Vào ngày 24 tháng 12 năm 2012, AWS đã bị ngừng hoạt động khác khiến các trang web như Netflix không có sẵn cho khách hàng ở Đông Bắc Hoa Kỳ.[42] AWS đã trích dẫn dịch vụ Elastic Load Balancing (ELB) của họ là nguyên nhân.[43]
- Vào ngày 28 tháng 2 năm 2017, AWS đã trải qua sự cố ngừng dịch vụ S3 ở khu vực Bắc Virginia. Phần lớn các trang web dựa trên AWS S3 bị treo hoặc bị đình trệ và Amazon đã báo cáo trong vòng năm giờ rằng AWS đã hoàn toàn trực tuyến trở lại.[44] Không có dữ liệu đã được báo cáo đã bị mất do mất điện. Việc ngừng hoạt động là do lỗi của con người gây ra trong quá trình gỡ lỗi, dẫn đến việc loại bỏ nhiều dung lượng máy chủ hơn dự định, điều này gây ra hiệu ứng domino khi bị cúp điện.[45]
- Vào ngày 25 tháng 11 năm 2020, dịch vụ Kinesis tại khu vực North Virginia (us-east-1) phải tra nhiều giờ mất điện, ảnh hưởng đến tất cả những dịch vụ khác phụ thuộc vào Kinesis.[46]
- Vào ngày 7 tháng 12 năm 2021, một vụ mất điện tại khu vực us-east-1, miền Tây nước Mỹ,  đã làm gián đoạn hoạt động của các dịch vụ trực tuyến như Amazon, Amazon Prime, Amazon Alexa, Venmo, Disney+, Instacart, Roku, Kindle, và các nền tảng streaming khác.[47]

## Khả năng sẵn có và cấu trúc liên kết

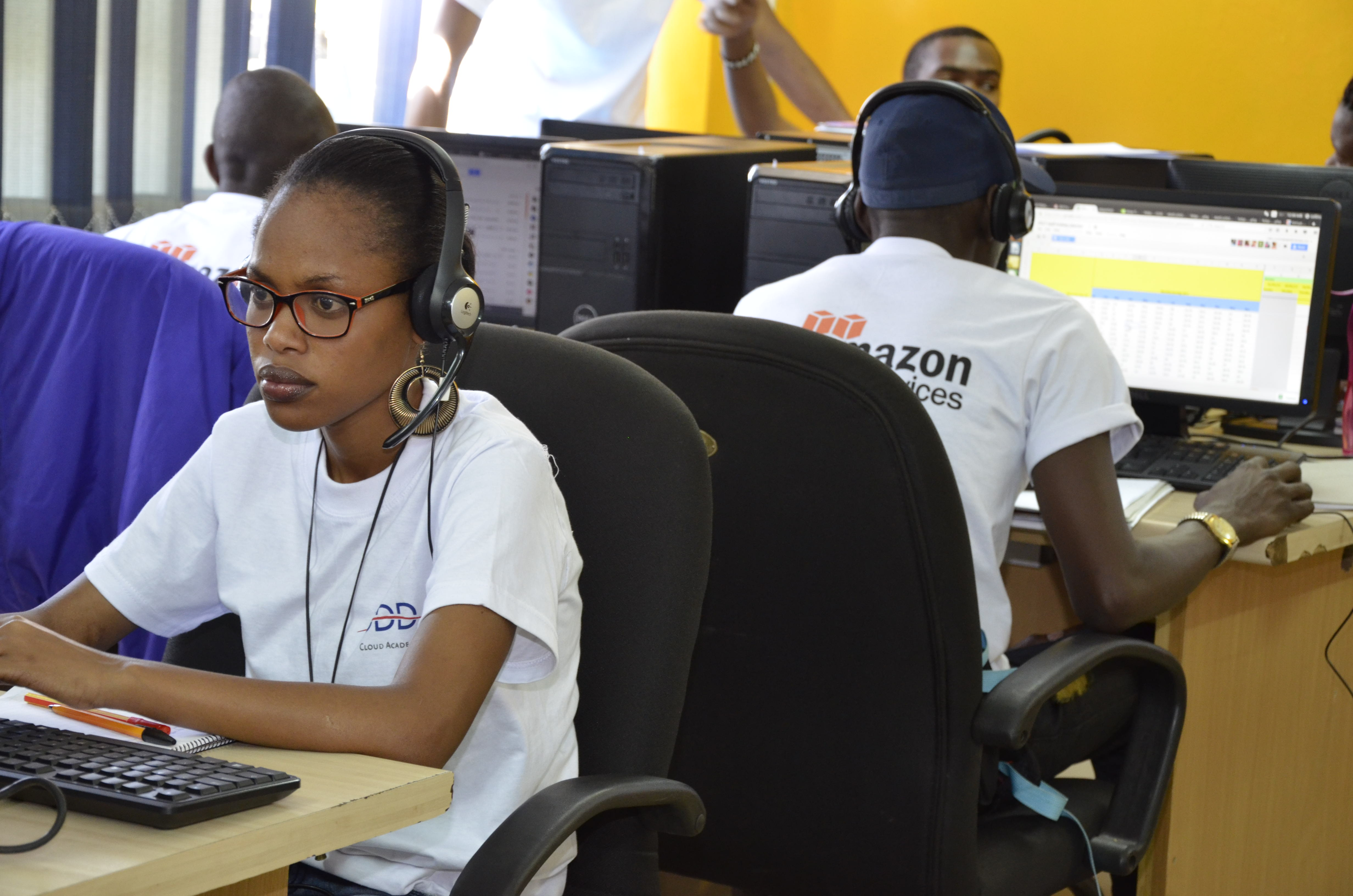
Amazon Web Services ở Kenya (2017).

Tính đến năm 2019, AWS có các hoạt động riêng biệt ở 20 "khu vực" địa lý: 6 ở Bắc Mỹ, 1 ở Nam Mỹ, 5 ở EMEA và 8 ở Châu Á Thái Bình Dương.
AWS đã công bố 5 khu vực mới sẽ được phát hành trực tuyến tại Hồng Kông, Bahrain, Milan, Cape Town và Jakarta.
Tính đến tháng 12 năm 2014, Amazon Web Services đã vận hành ước tính 1,4 triệu máy chủ trên 28 vùng khả dụng. Mạng lưới toàn cầu của các địa điểm AWS Edge bao gồm 54 điểm hiện diện trên toàn thế giới, bao gồm các địa điểm tại Hoa Kỳ, Châu Âu, Châu Á, Úc và Nam Mỹ.

## Công tác từ thiện
Vào năm 2017, AWS đã ra mắt Amazon RE:Start ở Vương quốc Anh để giúp những người trẻ tuổi và cựu quân nhân đào tạo lại các kỹ năng liên quan đến công nghệ. Hợp tác với Prince's Trust và Bộ Quốc phòng, AWS sẽ giúp cung cấp cơ hội đào tạo lại cho những người trẻ tuổi từ những hoàn cảnh khó khăn và cựu quân nhân. AWS đang hợp tác với một số công ty đối tác bao gồm Cloudreach, Sage, EDF Energy và Tesco Bank.

## Nhân vật chủ chốt
- Andrew Jassy (CEO) [14]
- Wog Vogels (CTO, VP)